# Mark Coulson
Mark Coulson (sinh ngày 11 tháng 2 năm 1986 ở Huntingdon, Anh) là một cầu thủ bóng đá người Anh.
Coulson ra mắt ở Football League cho Peterborough United trong thất bại 5–0 trước Tranmere Rovers ngày 18 tháng 3 năm 2005 khi thay cho Ahmed Deen từ ghế dự bị. Anh có 8 lần ra sân cho Peterborough, trước khi ký hợp đồng với Histon năm 2007. Sau đó trong cùng năm, anh chuyển đến Hemel Hempstead Town. Năm 2009, anh ký hợp đồng với Biggleswade Town, vào tháng 7 năm 2010 chuyển đến Bury Town.